# Яхмос (цариця)
|             |    |     |
| \| \| \| \| |    |     |
|             |    |     |
| iaH         | ms | O34 |

| iaH | ms | O34 |

|             |    |     |
| \| \| \| \| |    |     |
|             |    |     |
| iaH         | ms | O34 |

| iaH | ms | O34 |

|             |    |     |
| \| \| \| \| |    |     |
|             |    |     |
| iaH         | ms | O34 |

| iaH | ms | O34 |

|             |    |     |
| \| \| \| \| |    |     |
|             |    |     |
| iaH         | ms | O34 |

| iaH | ms | O34 |

Яхмос була царицею у Стародавньому Єгипті, під час Вісімнадцятої династії. Мала статус Великої цариці третього фараона, Тутмоса I, була матір'ю цариці й фараона Хатшепсут. Значення її імені «Народжена Місяцем».

## Родина
Невідомо хто були батьки Яхмос. Можливо, що вона була донькою Аменхотепа I або донькою фараона Яхмоса I і можливо вона була сестрою-дружиною Яхмоса I — Яхмос-Нефертарі. Яхмос ніколи не називали донькою царя. Цей факт ставить під сумнів ці теорії. Однак, Яхмос мала титул сестри царя. Тому, можливо, вона була сестрою фараона Тутмоса I. Яхмос мала багато титулів: Спадкова принцеса (iryt-p't), Велика Хвалена (WRT-hzwt), Велика Дружина Коханого Царя (hmt-niswt-wrt meryt.f), Господиня Радості (hnwt-ndjm-Іб), Жінка усіх жінок (hnwt-hmwt-nbwt), Пані Двох земель (hnwt-t3wy), Супутниця Гора (zm3yt-hrw), Кохана Супутниця Гора (zm3yt-hrw-mryt.f), Сестра Фараона (snt-niswt)
Яхмос була Великою царською дружиною фараона Тутмоса I. Вона зображена в Дейр-ель-Бахрі і з нею дочка — Неферубіті. Яхмос також мати цариці-фараона Хатшепсут. Достеменно невідомо чи були принци Аменмосе і Ваджмосе її синами. Швидше за все вони сини цариці Мутнофрет, іншої дружини Тутмоса I.

## Пам'ятники та написи
Чиновник на ім'я Юф служив збирачем податей жертовника, охоронцем воріт фортеці і священиком. Він також служив кільком царським дружинам. Він перший служив цариці Яххотеп, матері фараона Яхмоса I, він був відповідний за ремонт порушеної гробниці цариці Собекемсаф, і потім служив Яхмос. Юф записав, що Яхмос призначила його як помічника у скарбниці і довірила йому служіння статуї його величності. Сестра Тутмоса займає чильне місце у сценах божественного зачаття. Хатшепсут має сцени, які показують Амона, до якого підійшла її мати, Яхмос і як вона (Хатшепсут) народилась. Написи свідчать, що бог Тот вперше згадує королеву Яхмос перед Амоном. «Яхмос і її ім'я благочинне, господиня [--], Вона дружина фараона Аакхеперкаре (Тутмоса I), дає вічне життя» (з записів Брестеда). Бог Амон переходить до палацу і пізнає королеву. Відбувається зачаття дитини і Амон заявляє, що вона повинна бути названа Кхемет-Амон-Хатшепсут. Амон переходить до бога Хнума і каже йому створити Хатшепсут. Далі зображно утримання королеви і народження королівської дочки.
Багато років пізніше фараон Аменхотеп III скопіював цю сцену майже повністю для того, щоб показати як Амон відвідує його матір царицю Мутемвію і задумує спадкоємця-принца.

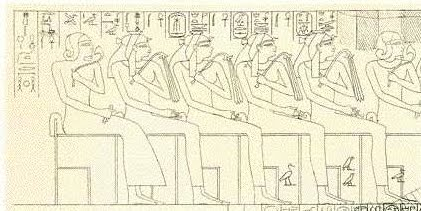
Принц Сапаір, невідома царська жінка, цариця Яхмос, цариця Турес і Яхмос-Хенуттамеху